# Carteret County
Carteret County ist ein County im US-Bundesstaat North Carolina in den Vereinigten Staaten von Amerika. Der Verwaltungssitz (County Seat) ist Beaufort, das nach Henry Somerset, 1. Duke of Beaufort, benannt wurde.

## Geographie
Das County liegt im Osten von North Carolina, grenzt an den Atlantik und hat eine Fläche von 3472 Quadratkilometern, wovon 2126 Quadratkilometer Wasserfläche sind. Es grenzt im Uhrzeigersinn an folgende Countys: Onslow County, Jones County, Craven County und Pamlico County.

## Geschichte
Carteret County wurde am 8. August 1722 gebildet. Benannt wurde es nach John Carteret, dem späteren Earl Granville und Lord Proprietor in der Provinz Carolina.

### Historische Objekte

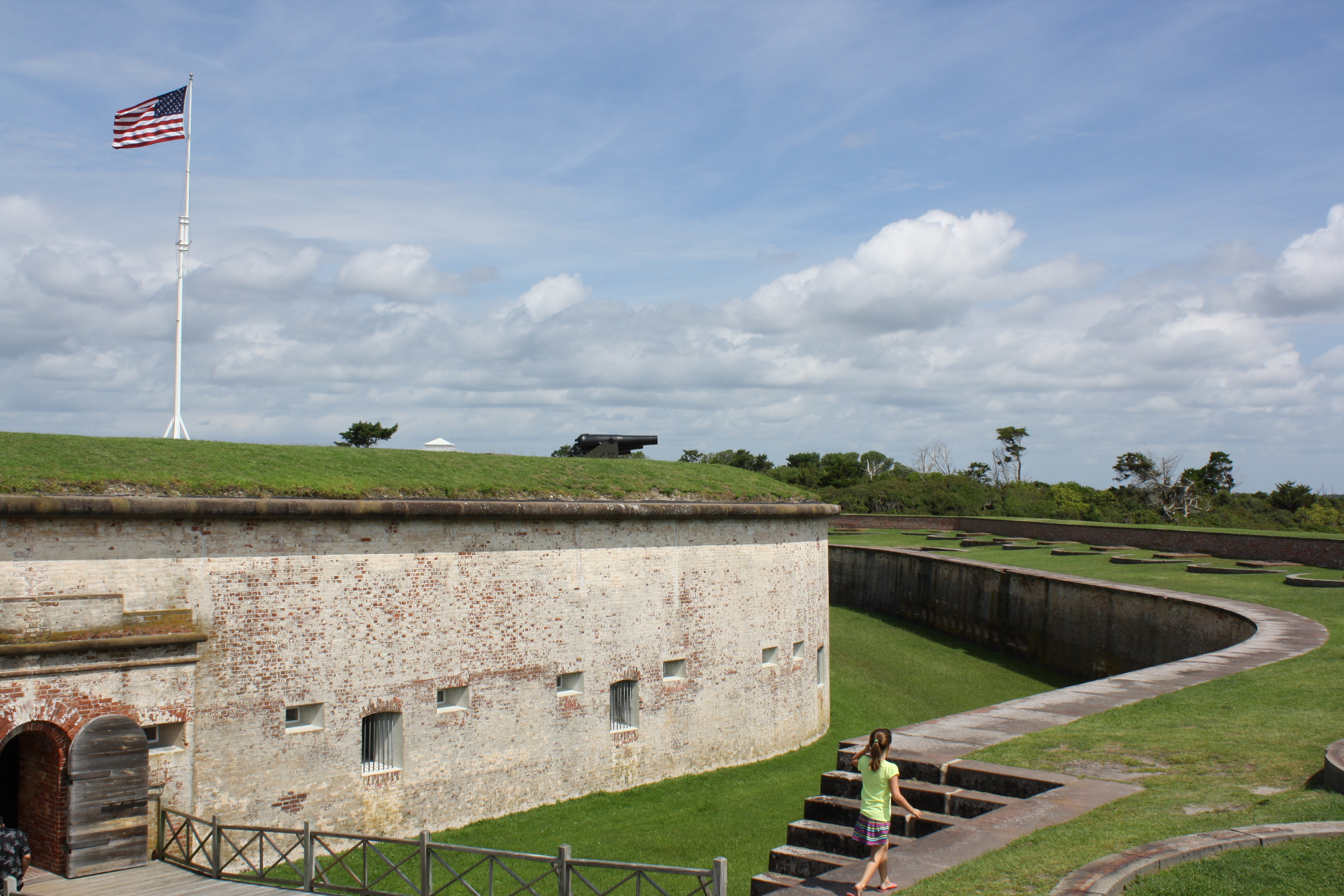
Fort Macon (2014)

Etwa 6,4 Kilometer östlich von Atlantic Beach steht das historische Fort Macon. Das Objekt befindet sich am sogenannten Bogue Point an der Fort Macon Road. Das Fort wurde am 26. Februar 1970 vom National Register of Historic Places als historisches Denkmal mit der Nummer 70000445 aufgenommen.
14 Bauwerke und Stätten des Countys sind insgesamt im National Register of Historic Places eingetragen (Stand 23. Februar 2018).

## Demografische Daten
Nach der Volkszählung im Jahr 2000 lebten im Carteret County 59.383 Menschen in 25.204 Haushalten und 17.365 Familien. Die Bevölkerungsdichte betrug 44 Einwohner pro Quadratkilometer. Ethnisch betrachtet setzte sich die Bevölkerung zusammen aus 90,28 Prozent Weißen, 6,99 Prozent Afroamerikanern, 0,54 Prozent Asiaten, 0,43 Prozent amerikanischen Ureinwohnern, 0,06 Prozent Bewohnern aus dem pazifischen Inselraum und 0,60 Prozent aus anderen ethnischen Gruppen; 1,09 Prozent stammten von zwei oder mehr Ethnien ab. 1,74 Prozent der Bevölkerung waren spanischer oder lateinamerikanischer Abstammung.
Von den 25.204 Haushalten hatten 26,5 Prozent Kinder unter 18 Jahren, die bei ihnen lebten. 56,0 Prozent davon waren verheiratete, zusammenlebende Paare, 9,6 Prozent waren allein erziehende Mütter und 31,1 Prozent waren keine Familien. 26,1 Prozent waren Singlehaushalte und in 10,1 Prozent lebten Menschen mit 65 Jahren oder älter. Die Durchschnittshaushaltsgröße betrug 2,31 und die durchschnittliche Familiengröße war 2,76 Personen.
20,7 Prozent der Bevölkerung waren unter 18 Jahre alt. 6,4 Prozent zwischen 18 und 24 Jahre, 27,2 Prozent zwischen 25 und 44 Jahre, 28,4 Prozent zwischen 45 und 64, und 17,2 Prozent waren 65 Jahre alt oder Älter. Das Durchschnittsalter betrug 42 Jahre. Auf alle weibliche Personen kamen 96,5 männliche Personen. Auf alle Frauen im Alter von 18 Jahren oder darüber kamen 94,1 Männer.
Das jährliche Durchschnittseinkommen eines Haushalts betrug 38.344 $ und das jährliche Durchschnittseinkommen einer Familie betrug 45.499 $. Männer hatten ein durchschnittliches Einkommen von 31.365 $ gegenüber den Frauen mit 22.126 $. Das Prokopfeinkommen betrug 21.260 $. 10,7 Prozent der Bevölkerung und 8,0 Prozent der Familien lebten unterhalb der Armutsgrenze. 15,4 Prozent von ihnen sind Kinder und Jugendliche unter 18 Jahre und 9,4 Prozent sind 65 Jahre oder älter.